# مايلز ماك
مايلز ماك (بالإنجليزية: Myles Mack)‏ مواليد 25 فبراير 1993 في باترسون، هو لاعب كرة سلة أمريكي. يلعب مع نادي هورسينس لكرة السلة في الدوري الدنماركي لكرة السلة كلاعب هجوم خلفي. يحمل الرقم 4. يبلغ طوله 5 قدم 10 بوصة (1.8 م). لعب كرة السلة الجامعية في جامعة روتجرز.

## روابط خارجية
- مايلز ماك على موقع كرة السلة الأوروبية.كوم (الإنجليزية)
- مايلز ماك على موقع كلية كرة السلة في سبورتس رفرنس.كوم (الإنجليزية)
- مايلز ماك على موقع ريلجم (الإنجليزية)
- مايلز ماك على موقع بروبوليرز (الإنجليزية)